# Nainital (Distrikt)
Der Distrikt Nainital (Hindi: नैनीताल ज़िला) ist ein Distrikt des indischen Bundesstaats Uttarakhand. Sitz der Distriktverwaltung ist Nainital – am gleichnamigen See gelegen.

## Geografie

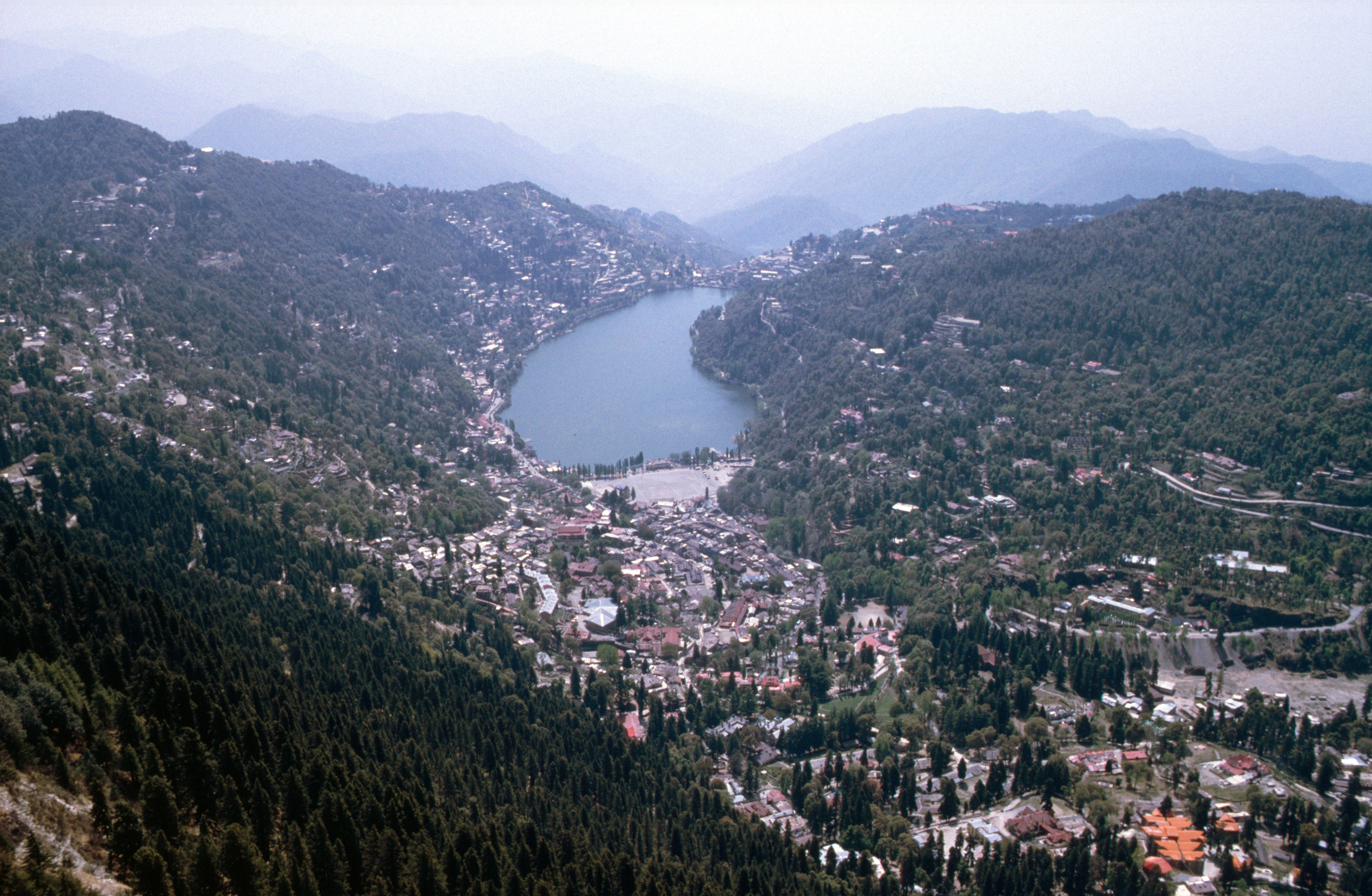
Der auf rund 2000 m gelegene Ort Nainital

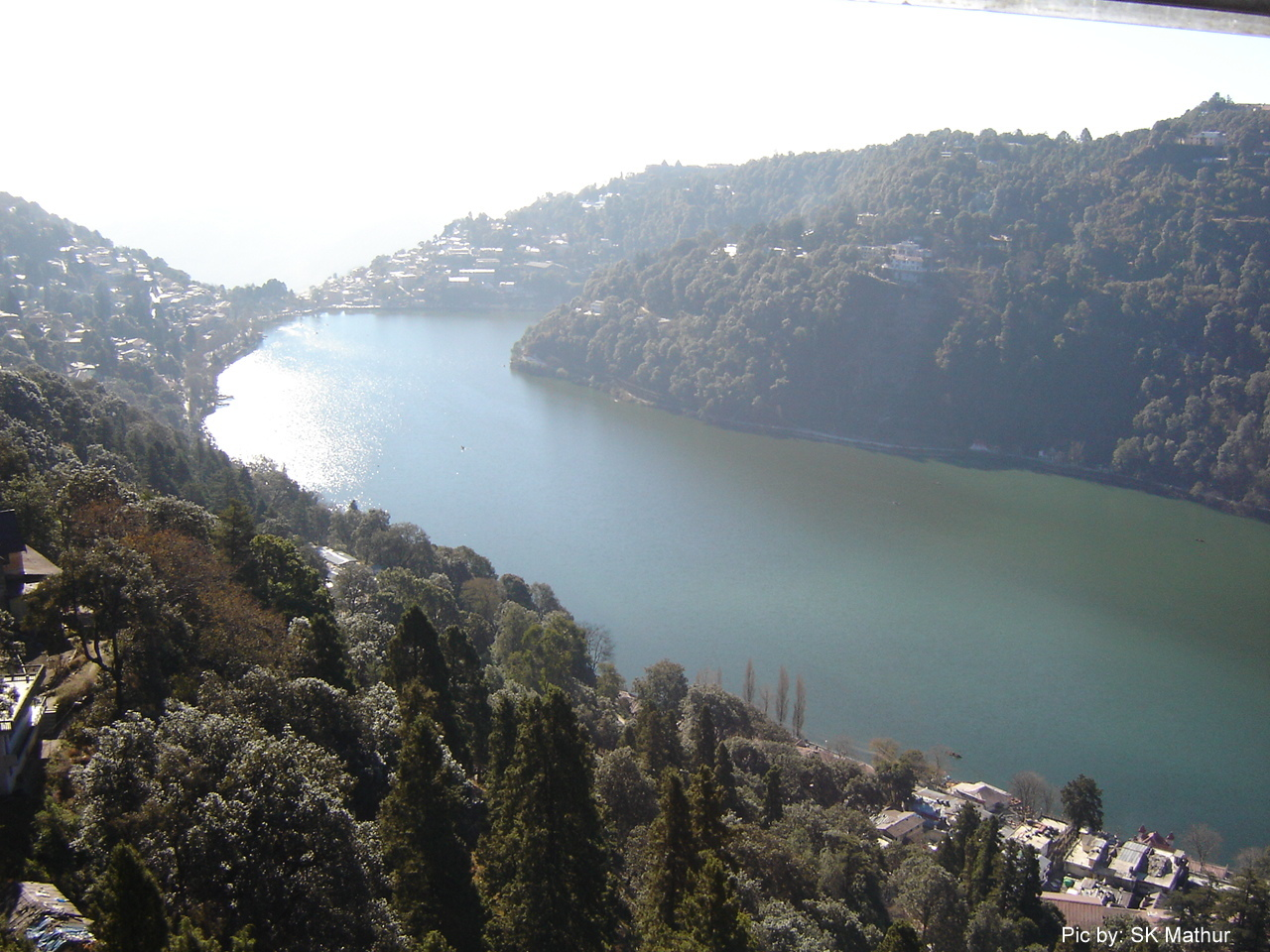
Der See Nainital

Der Distrikt Nainital liegt im äußersten Süden des Kumaon-Himalaya in der Division Kumaon im Südosten von Uttarakhand. Im Osten liegt Champawat, im Süden Udham Singh Nagar, im Westen der Bundesstaat Uttar Pradesh sowie der Distrikt Pauri Garhwal. Im Norden grenzt Nainital an Almora. Der Distrikt liegt zum größten Teil in den Siwaliks. Im Nordwesten verläuft der Fluss Kosi. Im Süden des Distrikts liegt die Gangesebene. Größte Stadt im Distrikt ist Haldwani – am Fuße der Siwaliks gelegen mit 232.060 Einwohnern (Stand 2011, städtischer Ballungsraum).
Die Fläche des Distrikts Nainital beträgt 4251 km².

## Bevölkerung
Nach der Volkszählung 2011 hat der Distrikt Nainital 954.605 Einwohner.